# Theridion positivum
Theridion positivum là một loài nhện trong họ Theridiidae.
Loài này thuộc chi Theridion. Theridion positivum được Ralph Vary Chamberlin miêu tả năm 1924.